# Glicón

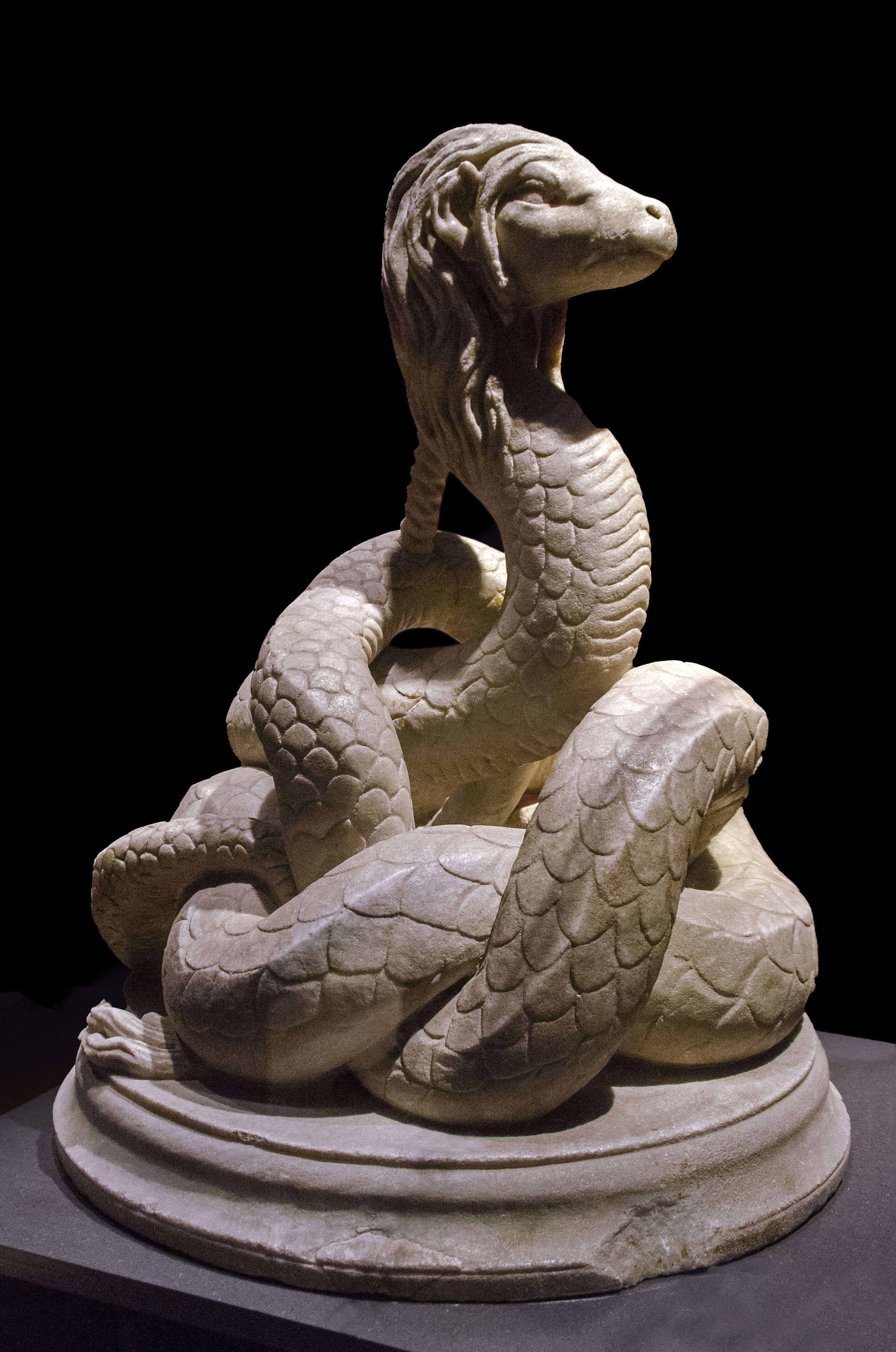
Estatua romana de Glicón del siglo II. Museo de Historia Nacional y Arqueología, Constanza. La estatua fue encontrada en las ruinas de la antigua ciudad de Tomis en 1962. Se hallaba en un pozo junto con otras estatuas de divinidades.

Glicón (en griego antiguo, Γλύκων / Glýkōn) era un dios serpiente, según el satírico Luciano de Samosata, que proporciona la única referencia literaria sobre esta deidad. Luciano afirma que Glicón fue creada a mediados del siglo II por el profeta griego Alejandro de Abonutico. Luciano desconfiaba del culto, llamaba a Alejandro falso profeta y tildaba la totalidad del asunto de fraude y al mismo Glicón de marioneta.

## Raíces culturales
El lugar donde estaba el oráculo de Glicón, la ciudad de Abonutico, estaba en la región de Paflagonia, en el norte de Anatolia, pero un antecedente del culto a las serpientes se originó probablemente en Macedonia, donde era habitual que se domesticaran serpientes. Los macedonios creían que las serpientes poseían poderes mágicos relacionados con la fertilidad y tenían una rica mitología sobre el tema, por ejemplo la historia de la inseminación de Olimpia por Zeus disfrazado de serpiente.

## Primeros años
Al menos inicialmente, el culto no adoró a una abstracción o a un espíritu de una culebra sino a una serpiente real, física, de la que se decía que corporeizaba al dios. Según cuenta Luciano, tras propagarse la noticia de que habían aparecido unas tablillas que decían que el dios Asclepio iba a instalarse en Abonutico, se empezó a construir un templo en la ciudad para ese dios. La serpiente apareció cuando se suponía que tenía lugar la encarnación de Asclepio: Alejandro se dirigía a la gente que se reunía en el ágora, manifestando sus deseos de días felices para la ciudad y a continuación iba al templo que se estaba empezando a construir, invocaba al dios, hacía aparecer un huevo de oca y lo abría, revelando la presencia de un pequeño reptil en su interior, como si fuera un dios recién nacido. En el espacio de unos pocos días, la serpiente aparentemente había crecido enormemente y había adquirido los rasgos de un hombre en su rostro. En este momento, la figura que se correspondía con esta descripción era por lo visto una marioneta que aparecía en el templo.
Como ocurría en los anteriores cultos a serpientes macedonios, el objeto del culto en el templo estaba en la fertilidad. Las mujeres estériles le llevaban ofrendas a Glicón con la esperanza de volverse fértiles. Se creía también que el dios ofrecía protección frente a la epidemia de peste que tuvo lugar en el año 166.

## Difusión e influencia

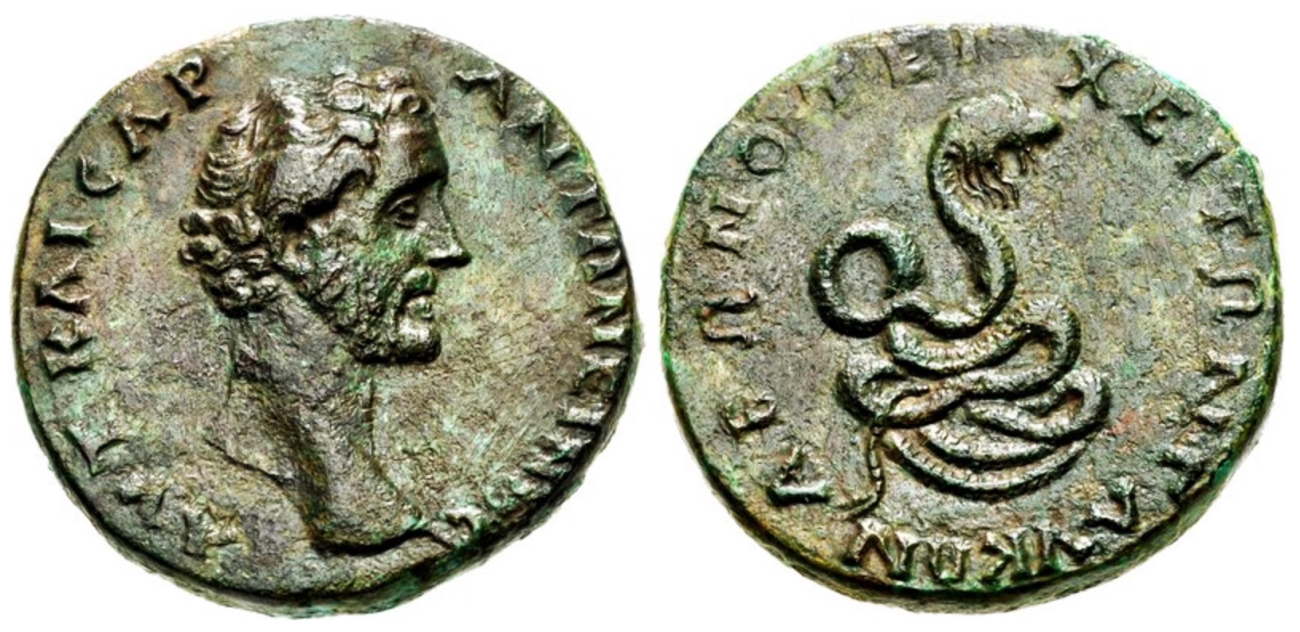
Moneda de bronce de Abonutico en la época de Antonino Pío donde aparece representado Glicón.

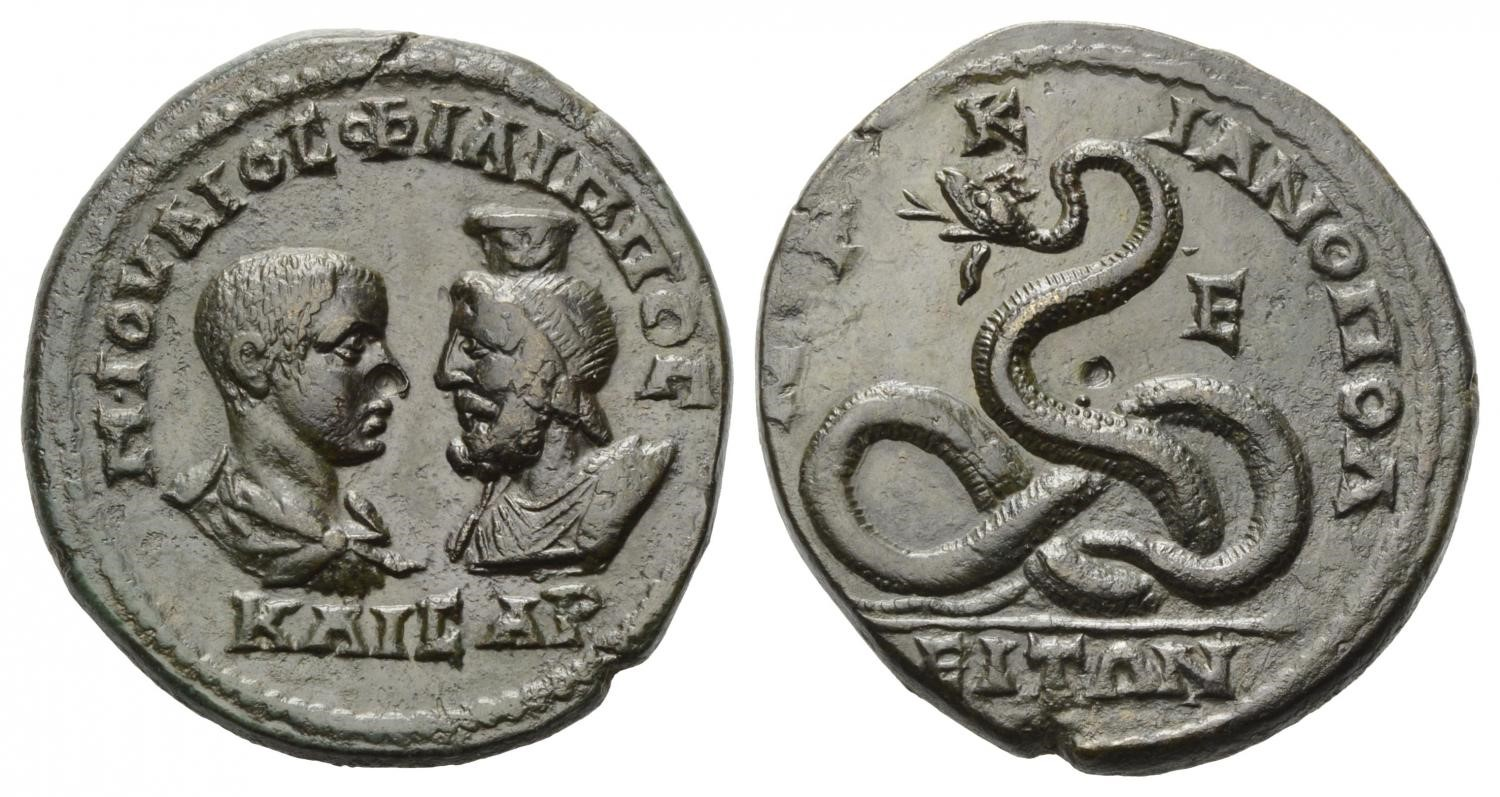
Moneda de Marcianópolis del donde aparece Glicón.

Hacia 160, el culto de Glicón se había difundido indudablemente más allá del ámbito egeo. Una inscripción de Antioquía de esa fecha registra un dicho, "Glicón nos protege de la peste", que es consistente con la descripción que tenemos de Luciano. También en ese año el gobernador de Asia, Publio Mumio Sisenna Rutiliano, se declaró protector del oráculo de Glicón. Más tarde el gobernador se casaría con la hija de Alejandro. De acuerdo con Luciano, otro gobernador romano, de Capadocia, Marco Sedacio Severiano, fue guiado por el oráculo de Glicón a su muerte en Armenia, e incluso el mismo Emperador no fue inmune al culto: Marco Aurelio solicitó profecías de Alejandro y su dios-serpiente durante la guerra que tenía contra los marcómanos.
Al tiempo, Abonutico, que era un pequeño pueblo de pescadores antes de la llegada del culto, se convirtió en una importante ciudad y aceptó otro nombre, Ionópolis. Se desconoce qué papel desempeñó la popularidad de Glicón en el auge de la ciudad.
Enseguida, el culto de Glicón fue extendiéndose en la vasta área entre el Danubio y el Éufrates. En el reinado de Antonino Pío se acuñaron en Abonutico monedas en las que se encontraban Asclepio y la diosa de la salud que portaban cada uno una serpiente, y en otras monedas ya se representaba específicamente a la serpiente Glicón. Aunque el culto perdió gradualmente seguidores tras la muerte de su líder hacia el año 170, perduró por lo menos unos cien años más, incorporándose a Alejandro en su mitología como nieto de Asclepio.